# هاورد ستونتن
هاورد ستونتن (بالإنجليزية: Howard Staunton)‏ (أفريل 1810، واستمورلند - 22 جوان 1874، لندن) أستاذ شطرنج وكاتب انجليزي يعتبر أقوى لاعبي الشطرنج في العالم في الفترة الممتدة ما بين (1843-1851) بسبب انتصاراته على اللاعب سانت أمانت وكان المنظم الرئيسي لأول بطولة دولية للشطرنج في 1851 بإنجلترا والتي فاز بها أدولف أندرسن، كما اقترن اسمه بنوع من مجموعة قطع للشطرنج التي تم اعتمادها من قبل الاتحاد الدولي للشطرنج كنموذج أساسي لقطع الشطرنج في بطولات الشطرنج، حيث قام نثانيل كوك بتصميمها في 1849 وقام ستونتن باللعب بها والترويج لها.
في 1840 أصبح أحد أفضل المعلقين في الشطرنج وفاز بمعظم مبارياته ضد اللاعبين في ذلك العقد، وقام في 1947 اختار مسيرة مهنية موازية للتعليق ككاتب للأدب الشكسبيري حيث دفعته صحته المتدهورة ومهنتاه بالكتابة إلى التخلي عن الشطرنج في 1851، في 1858 كانت هنالك محاولة لتنظيم مقابلة بينه وبين مورفي لكنها فشلت بسبب صحة ستونتن غير الجيدة، غير أن البعض يعتقد أنه تجنب المقابلة وبالغ في اعتقاده بأن صحته الجسدية لن تسمح له باللعب كما ينبغي في المقابلة.

## مسيرته

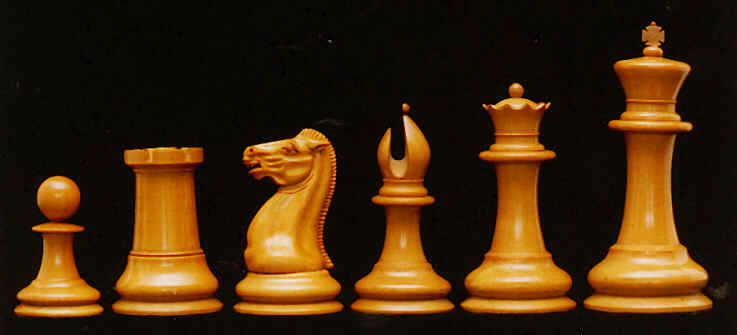
النموذج الأصلي لقطع الشطرنج الخاصة بستونتن

## روابط خارجية
- هاورد ستونتن على موقع الموسوعة البريطانية (الإنجليزية)
- هاورد ستونتن على موقع مباريات الشطرنج (الإنجليزية)
- هاورد ستونتن على موقع 365Chess.com (الإنجليزية)
- هاورد ستونتن على موقع Chesstempo.com (الإنجليزية)

- هاورد ستونتن في موقع مباريات الشطرنج